# رمسيس ويصا واصف
رمسيس ويصا واصف فنان ومعماري مصري من الجيل الثاني، ولد لأب يعمل بالسياسة هو السياسي الكبير والنائب الوفدي المخضرم ويصا واصف والذي كان محبا للفنون، درس ويصا الابن في فرنسا وتأثر كثيرا بالمنهج التجريبي في الفن، وهو ما كان له أكبر الأثر عليه عند عودته ودفعه لخوض تجربته الفريدة التي أسس خلالها مركز الفنون المحلية في قرية الحرانية في محافظة الجيزة المصرية، نجح المركز إلى حد كبير في إعادة توطين فنون صناعة السجاد والكليم في تلك القرية، وسريعا اكتسبت منتجات المركز شهرة عالمية وأصبحت حديث المعارض الدولية لما فيها من تلقائية فنية وحس أصيل، عند وفاة رمسيس ويصا واصف كان للمركز سمعة كبيرة وشهرة واسعة في مختلف بيوت التصميمات العالمية.

## حياته
- ولد المعماري المصري ويصا واصف عام 1911.
- حصل على دبلوما الفن من أكاديمية الفنون في باريس عام 1935.
- عاد بعدها إلى مصر ليبدأ عمله الأكاديمي كأستاذ للفنون وتاريخ العمارة في أكاديمية الفنون الجميلة في القاهرة.
- توفي رمسيس ويصا واصف عام 1974.

## أفكاره
ظل ويصا واصف يؤمن بأن قدرة الإنسان على الإبداع الفطري لم تستغل كما ينبغي حتى وفاته، كان هذا الإيمان دافعا قويا في تشكيل هويته المعمارية التي تعتمد على تنمية حاسة الإبداع الفطري عند كل إنسان أيا كانت درجة تعليمه ومؤهلاته.
انطلاقا من هذه الفكرة لجأ ويصا واصف إلى خوض تجربته الفريدة في قرية الحرانية على أطراف الجيزة، حيث قام بتقسيم مجموعات عمل من أطفال القرية تتراوح أعمارهم بين 8 و 12 سنة وقام بإلحاقهم بمركز فنون السجاد بالقرية الصغيرة ويعتمد المركز على المنهجية التجريبية في الفن فلا توجد رسومات أو مخططات مسبقة لشكل العمل الفني الذي يقوم به الصغار بل إن الأمر كله متروك لملكة الإبداع الفطري التي ولدت معهم بشكل تلقائي.

## مركز الفنون المحلية بالحرانية
اعتمد واصف على تنمية الحس الإبداعي عند الأطفال جنبا إلى جنب مع تنمية الحس المهني، حيث يجعلهم يبدأون بأنوال صغيرة وبعدد قليل من الخيوط وبألوان قليلة ونوعيات خيوط سهلة في التعامل معها وبمرور الوقت تنمو الحاسة الإبداعية ويكبر معها مقياس العمل ليصل إلى الأنوال الكبيرة التي يعمل عليها أكثر من فرد وبتنوعات من الخيوط والألوان تسمح بخروج أعمال إبداعية على درجة أكبر من التعقيد.
بعد وفاة ويصا واصف عام 1974 تعهدت زوجته وأولاده بالعمل والإشراف على المركز مستكملين حلم الفنان المصري في أن يصبح كل إنسان في الحرانية فنان بالفطرة يخرج أعمالا متفردة يستحيل تكرارها مرتين تحمل المعنى الحقيقي للإبداع الفني البعيد عن التنظير والمنهجيات المنظمة، كما نجح خلفاء ويصا واصف في إضافة العديد من الصناعات اليدوية الأخرى مثل صناعات الخزف اليدوي والأغطية والملابس اليدوية.
من الجدير بالذكر أن أعمال أطفال الحرانية طافت كل دول العالم ونالت العديد من الجوائز في معرض سويسرا عام 1957 وقد نالت أسرة الفنان ويصا واصف جائزة الأغاخان عام 1983 تقديرا لأعمال الفنان العظيم.

## رمسيس ويصا واصفوحسن فتحي
اقتضت فلسفة ويصا واصف التكامل بين الطبيعة والإنسان، مشتركا في ذلك مع رفيقه في الفكر حسن فتحي، انعكس ذلك على مباني المركز التي صنعت بيد أهالي الحرانية من قوالب الطين المجفف المتوافر بكثرة هناك، اعتمد ويصا واصف على معلمين لحرفة البناء من أقاصي صعيد مصر وفرهم له حسن فتحي كي يعلموا أهل الحرانية كيف يبنون بيوتهم وورشهم كما اعتمد عند توسعة المركز على خبرته بفنون العصور الوسيطة في مصر التي تحمل مزيجا فريدا يجمع بين العمارة الفرعونية والقبطية والإسلامية وجعل أهالي الحرانية يبنون قبابا وأقبية من قوالب الطين المجفف باستخدام الأساليب القديمة بعيدا عن الأساليب الحديثة التي لا تحترم البيئة من وجهة نظره وتوظف الآلة على حساب الإنسان، كما أعطى الفرصة لحديثي الزواج من المحليين في أن يمتلكوا الأرض المجاورة للمركز ويصممون عليها بيوتهم الخاصة ويبنونها بأيديهم فحقق بذلك ارتباطا قويا بين الإنسان وبين عمله وبيئته يفتقده أهل الحضر الذين يسكنون مدن مسبقة التشييد.

## متاحف الحرانية
و بالقرب من مركز فنون السجاد والحرف المحلية الذي يضم العديد من ورش العمل والفنون وصالات العرض يقع متحف حبيب جورجي والد زوجة ويصا واصف وزميل مشواره الفني ويضم المتحف عدة قاعات عرض تضم بين جنباتها معروضات متنوعة بين أعمال خزفية وفخارية ونسيجية كلها من المواد المحلية وبأيدي أهل الحرانية المبدعين، بالإضافة إلى هذا المتحف نجد متحفا آخر خاص بمشوار ويصا واصف الفني وقد أسسته أسرته عام 1989 تخليدا لذكراه، وذكرى تجربته الفريدة لعلها تكون مصدرا لإلهام من سيأتون بعده.
يعرض المتحف لمسيرة الفنان ويؤرخ لتجربته من خلال المعروضات التي تضم النماذج الأولى لأعمال أطفال الحرانية وعدة مبان من تصميمه منها كنيسة المرعشلي بالزمالك وكنيسة الشهيد مار جرجس بميدان هليوبوليس بالقاهرة ومتحف محمود مختار.

## وصلات خارجية
- رمسيس ويصا واصف على موقع أرشيف الشارخ.
- موقع الجمعية العربية للعمارة والتصميم ومجلة بناة